# Henry Bataille

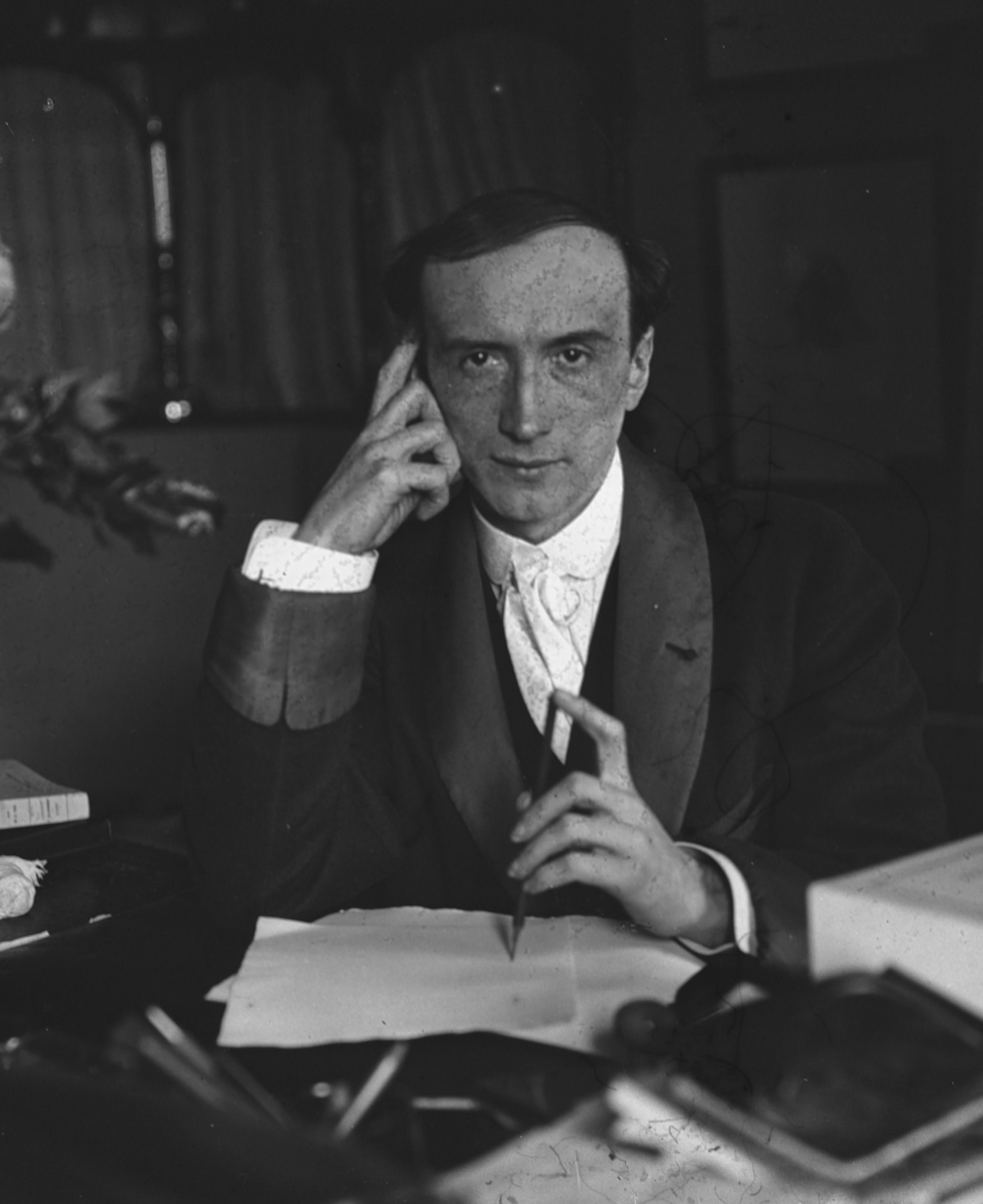
Henry Bataille (1911)

Henry Félix Achille Bataille (* 4. April 1872 in Nîmes, Frankreich; † 2. März 1922 in Rueil-Malmaison in seinem Besitz „Vieux Phare“, dt. „Alter Leuchtturm“) war ein französischer Lyriker und Dramatiker, Anfang des 20. Jahrhunderts ein beliebter Boulevard-Dramatiker (Komödien).
Bataille stammte aus einer bürgerlichen Familie, die ihre Ursprünge im Departement Aude hatte. Seine Mutter, Alice Mestre-Huc, hatte ihre familiären Bindungen in Moux, sein Vater Léopold Bataille in Castelnaudary, Lauragais. 1876 wurde Batailles Vater als Magistrat an das Berufungsgericht in Paris berufen. Die Pariser Jahre Batailles waren unglücklich. Der frühzeitige Tod seines Vaters 1883 ließ seine Mutter zunächst ihre ganze erdrückende Zuneigung auf Henry richten. Zwei Jahre später verstarb auch sie. Bataille wurde von seiner Schwester und deren Ehemann, Ernest Blagé, aufgezogen.
Eine chaotische Schullaufbahn und gute zeichnerische Fähigkeiten brachten den jungen Henry an die Académie Julian. Lange dachte er daran, sich ganz der Malerei zu widmen. In diesem Zusammenhang veröffentlichte er 1901 ein Album mit Lithographien unter dem Titel „Têtes et pensées“ (Köpfe und Gedanken), in dem wir Porträts gefeierter Literaten aus den Anfängen des 20. Jahrhunderts finden können (z. B. Jules Renard, André Gide …). Gleichzeitig interessierte ihn aber auch die schriftstellerische Betätigung. Seine ersten Gedichte brachte er bereits 1887 zu Papier. Erste Teile des Theaterstücks „La Lépreuse“ schrieb er 1892. 1893 entwarf Bataille das Gerüst zu „La Belle au Bois Dormant“, zu dem der junge Robert d‘Humière im Wesentlichen den Text schrieb. Das Stück wurde 1894 aufgeführt, es stieß auf herbe Kritik. Dies veranlasste Bataille, sich zunächst vom Theater, ja vom Schreiben überhaupt zurückzuziehen. Mit Unterstützung von Marcel Schwob ließ er allerdings 1895 „La Chambre Blanche“, seine erste Gedichtsammlung veröffentlichen.
1897 kehrte Bataille mit „Ton Sang“ zum Theater zurück, in der Folge brachte er fast unermüdlich ein neues Stück pro Jahr heraus. Die Werke von Bataille stellten eine bissige Kritik der Sitten und der starren Moral der gebildeten Schichten Frankreichs vor dem Krieg dar. Zweifellos in Erinnerung an seinen ersten Misserfolg „La Belle au Bois Dormant“ ließ er sich auf den Kampf seines Lebens ein: ein langer Krieg gegen seine Kritiker. Fortwährend leidend, gequälte Seele; er gefiel sich in der Rolle des Märtyrers. Jede Veröffentlichung war begleitet von einem Manifest, in dem Batailles Position den Meinungen der Zeitungen in ebenso beißender wie streitbarer Weise gegenübergestellt wurde.
Bataille, Mann der Widersprüche: Der große Bürgerliche mit beachtlichem Erfolg, der seinem Publikum ein Schauspiel unheilvoller Bilder über diese ihm unerträgliche Gesellschaft bietet. Auf der Flucht aus Paris redigierte er zahlreiche seiner Stücke in seinem Schloss in Vivières (Aisne), das er 1910 erworben hatte. Ab 1919 zog Bataille sich immer häufiger in sein Eigentum „Vieux Phare“ in Rueil zurück. Sein Leben teilte er mit seinen beiden favorisierten Darstellerinnen im Theater: von 1893 bis 1912 mit der belgischen Schauspielerin Berthe Bady, danach bis zu seinem Tode mit Yvonne de Bray.
Louis Aragon hat Henry Bataille zu einer Figur in seinem Roman „Les cloches de Bâle“ („Die Glocken von Basel“) gemacht.